# Hauptstraße 39 (Bergheim)
Das Haus Hauptstraße 39 (auch „Dresens Fahrradhaus“ genannt) ist ein denkmalgeschütztes, historisches Gebäude und befindet sich in der Fußgängerzone der Kreisstadt Bergheim im Rhein-Erft-Kreis.

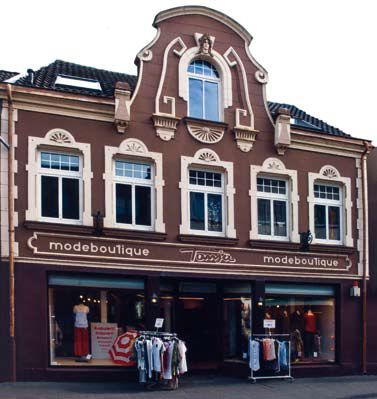
Das historische Haus Hauptstr. 39

## Baugeschichte und Architektur
Das reizvolle Jugendstilhaus stammt aus dem Ende des 19. oder Anfang des 20. Jahrhunderts.
Für das Jahr 1911 ist als Besitzer der Sattlermeister Wilhelm Dresen bekannt. Nach dem Ersten Weltkrieg richtete in diesem Haus sein Sohn Josef ein Fahrradgeschäft ein, ein damals neues und lukratives
Gewerbe. Denn in den 1920er Jahren erlebten Bergheim und die umliegenden Städte eine Blütezeit des Radsports. Radfahrvereine gründeten sich, und auf dem Gelände des heutigen Amtsgerichts entstand eine große Radrennbahn.
Theodor Junggeburth übernahm von Josef Dresen das Geschäft im Haus Hauptstraße 39 und erweiterte das Sortiment mit Motorrädern. 1934 bezeichnete er sein Geschäft als Auto- und Motorradreparaturwerkstatt. Ein Hinweis für die Erweiterung des Serviceangebotes.

## Heutige Nutzung
Heute befindet sich im Erdgeschoss des Hauses Nr. 39 eine Modeboutique.